# عبدالملک ملازاده
مولوی عبدالملک ملازاده (زاده ۱۳۲۸ در ایرانشهر – درگذشته ۱۳۷۴ در کراچی) روحانی و فعال سیاسی سنی مذهبِ ایرانی بود. او رئیس «سازمان اسلامی محمدی» اهل سنت و رئیس مجلس اعلی اهل سنت ایران بود. او در سال ۱۳۷۴ در کراچی پاکستان به طرز مشکوکی ترور شد. ترور او را با قتل‌های زنجیره‌ای ایران مرتبط می‌دانند.

## زندگی[نیازمند منبع]
او در سال ۱۳۲۸ ه‍.ش در روستای حیط سرباز در خانواده‌ای که چندین نسل از زعما و رهبران مذهبی بلوچستان (مانند پدرش عبدالعزیز ملازاده) بودند بدنیا آمد. تحصیلات ابتدایی و راهنمایی خود را در زاهدان به پایان رساند و برای یادگیری علوم اسلامی وارد مدارس دینی و مکتب‌های سنتی منطقه بلوچستان شد پس از آن وارد دارالعلوم کراچی شد و با پایان یافتن دوره هشت ساله علوم دینی، مشغول گذراندن سطح بالاتری از علوم اسلامی یعنی تخصص در فقه و فتوی گردید و آن را به پایان رساند و سرانجام وارد دانشکده دعوت و اصول دین دانشگاه مدینه شد و از همین دانشگاه با مدرک لیسانس در سال ۱۳۵۶ هجری شمسی برابر با سال ۱۹۷۷ میلادی فارغ‌التحصیل شد و در بازگشت از دانشگاه مدینه مدتی به عنوان دبیر بینش اسلامی دبیرستان‌های سطح زاهدان به تدریس پرداخت؛ همچنین وی از استادان بنام دارالعلوم مکی زاهدان بود.

## فعالیت‌های سیاسی
وی در حزب اتحاد مسلمین که توسط مولوی عبدالعزیز ملازاده (پدرش) در سال ۱۳۵۷ تأسیس شده بود فعالیت می‌کرد. همچنین در کنار تدریس کتب بینش اسلامی دبیرستان‌های زاهدان، براساس باورهای مذهبی خود فعالیت‌هایی بر علیه افکار باورمندان به سوسیالیسم، حزب توده و گروه‌های کمونیستی انجام می‌داد و تأسیس «سازمان اسلامی محمدی اهل سنت» به همراه جمعی از همفکرانش در جهت رسیدن به برنامه‌های مذهبیشان در بلوچستان بود، که نشریه ای بنام «تابشی از اسلام» یکی از ارکان همین سازمان بود. با انتشار دومین شماره این نشریه توقیف شد.
عبدالملک از ابتدای تأسیس شورای شمس به همکاری نزدیک با مفتی‌زاده پرداخت و به عنوان عضو اصلی شورای مرکزی سنت انتخاب شد. او تنها عضو شورای مرکزی از مسلمانان حنفی مذهب شرق کشور بود که علیرغم محدودیت و فشارهای فراوان از طرف مخالفان شورا در کنگره دوم شمس در کرمانشاه در نیمه مرداد ۱۳۶۱ شرکت کرد و در مجمع عمومی این کنگره در بعد از ظهر پنجشنبه ۱۴ مرداد ۱۳۶۱ سخنرانی نمود.

## مهاجرت به پاکستان
ملازاده پس از انحلال شورای شمس مدت ۶ ماه را در زندان گذرانده و به اتهام وابستگی با خارج از هرگونه فعالیت ممنوع شده بود همچنین قبل از مهاجرت به پاکستان مرتب به وزارت اطلاعات تهران احضار می‌شد و مورد بازجوئی و تهدید قرار می‌گرفت. سخنرانی معروف وی در مسجد مکی زاهدان در مورد مشکلات جامعه تبعیض مسئولین بویژه توسط گشت‌های ویژه و افراد موسوم به کمیته، مشکلات او را بیشتر کرد وی به شدت انتقاد کرد و رفتار گشت‌های ویژه با مردم بلوچ را با سربازان اسرائیلی تشبیه نمود و گفت: «هنگامی که اینها را می‌بینم که چطور جوانان اهل سنت را ضرب و شتم می‌کنند بیاد صحنه‌های فلسطین و عملکرد سربازان اسرائیلی می‌افتم».
این سخنرانی تند نقطه عطفی در حیات سیاسی وی در ایران بود و باعث شد وی در داخل احساس امنیت نکند درنتیجه در زمستان ۱۳۶۸ برای ادامه فعالیت به پاکستان رفت تا مواضع مذهبی خود را دنبال کند. وی در کراچی ریاست مجلس اعلی اهل سنت ایران را که چندی قبل توسط جمعی از علما و سران بعضی از طوائف و با همکاری احزاب مجاهدین افغان تشکیل یافته بود، بدست گرفت. به برخی کشورهای اسلامی سفر کرد و در دفاع از حقوق اهل سنت ایران و انتقاد از جمهوری اسلامی کتابچه‌هایی به زبانهای فارسی و عربی با نام «المرکز الإسلامی» منتشر نمود.
گفته می‌شود مولوی عبدالملک برای مبارزه با جمهوری اسلامی و انتقام جویی از آن، به عضویت گروهی مسلح در پاکستان درآمده بود.
دربارهٔ گروه مسلح مذکور این اطلاعات نیز منتشر شده است: «مولوی عبدالملک با سازمان جهانی مجاهدین اهل سنت (تشکیلاتی با نفرات معدود و تفکرسنتی شبیه فرقه طالبان) در سال ۱۳۷۱ اختلاف نظر پیدا کرد. هنگامی که مولوی عبدالملک در ایران بود در سازمان جهانی اهل سنت می‌گفتند رهبر سازمان مولوی عبدالملک است، اما هنگامی که عبدالملک به پاکستان می‌رود بر روی رهبری او اتفاق نظر به‌وجود نمی‌آید، لذا سازمان جهانی دچار تشتت شده و در سال ۱۳۷۲ دیگر از این سازمان چیزی نمانده بود.
سعید امامی معاون وزارت اطلاعات (وزارت علی فلاحیان در دوران ریاست جمهوری هاشمی رفسنجانی و رهبری خامنه ای) یکی از مأموران ارشد قتلهای زنجیره ای بوده است.

## قتل
سرانجام افرادی که سوار تاکسی بودند، به‌طور مشکوکی او را در روز دوشنبه ۱۴ اسفندماه ۱۳۷۴ ه‍.ش (۱۴ شوال ۱۴۱۶ ه‍.ق) همزمان با تبلیغات پنجمین دوره مجلس شورای اسلامی در ایران به همراه مولوی عبدالناصر جمشید زهی فارغ‌التحصیل از دانشکده دعوت و اصول دین دمشق، در شهر کراچی پاکستان به دستور سعید امامی به ضرب گلوله به قتل رساندند. ملازاده پیش از رفتن به پاکستان، مدتی در ایران زندانی بود. او را قربانی قتل‌های زنجیره‌ای ایران دانسته‌اند.
عبدالرحیم ملازاده عموی وی در بسیاری از برنامه‌های تلویزیونی خود از عیدوک بامری به عنوان فردی یاد می‌کند که مأموریت ترور مولوی عبدالملک را به سرانجام رسانید.